# Denny Ebbers
Danny Johannes Wilhelmus (Denny) Ebbers (Nijmegen, 17 juli 1974 – Groesbeek, 22 juli 2015) was een Nederlands judoka.

## Kampioenschappen
Ebbers kwam tot 1997 uit in de klasse boven 95 kilo en daarna boven 100 kilo. Hij werd in 1994 Nederlands kampioen en won in 1995 brons op het Europees kampioenschap. Hij nam deel aan de Olympische Zomerspelen 1996. Met zijn club Judo Ryu uit Nijmegen werd hij in 1996 landskampioen teams.

## Militaire kampioenschappen
Ebbers was naast judoka ook beroepsmilitair bij de Koninklijke Marechaussee.
Namens defensie nam hij succesvol deel aan verschillende internationale militaire kampioenschappen.
Ebbers behaalde zijn grootste succes bij de Militaire Wereldkampioenschappen (MWK) in 1997 in Dubrovnik.
Ebbers werd daar Militair Wereldkampioen in de Open-klasse en behaalde zilver in de klasse tot +95 kg.
Daarvoor pakt Ebbers in 1994 zilver op het Militair Wereldkampioenschap in Roemenië. 
Een jaar later, bij de eerste militaire wereldspelen in Rome, volgde brons.

## Ziekte en overlijden
In 2009 werd er een hersentumor bij Ebbers geconstateerd. Op 22 juli 2015 overleed hij aan deze ziekte. Zijn laatste maanden zijn door het programma Mijn laatste keer in beeld gebracht, en is op 9 augustus 2015 uitgezonden op SBS6.